# Sardinia (Ohio)
Pour les articles homonymes, voir Sardinia.
Sardinia est un village américain situé dans le comté de Brown, dans l’Ohio. Selon le recensement de 2010, sa population est de 980 habitants.